# Elecciones generales de Costa Rica de 1974
Las elecciones presidenciales costarricenses de 1974 acontecieron el domingo 3 de febrero de ese año resultando ganador el candidato oficialista Daniel Oduber del Partido Liberación Nacional. Fue la primera vez que un mismo partido ganaba una elección consecutivamente desde la proclamación de la Segunda República, esto a pesar de que Oduber no gozaba del respaldo de Figueres ya que habían sido rivales desde tiempo atrás cuando compitieron en las primarias en elecciones anteriores.
En esta época la oposición de derecha agrupada en la coalición Unificación Nacional realizó una convención interna en la que participaron Guillermo Villalobos Arce, que tenía el apoyo de la dirigencia incluyendo la del presidente de la coalición Francisco Calderón Guardia (hermano del expresidente Rafael Ángel Calderón Guardia), Fernando Ortuño Sobrado que tenía el respaldo del empresariado y una gran financiación de parte de estos, y Fernando Trejos Escalante, primo del expresidente José Joaquín Trejos Fernández. Este último ganó las primarias unificacionistas a pesar de ser el precandidato con menos ventajas, pero perdió ante Oduber.
Otro candidato importante fue el futuro presidente Rodrigo Carazo, exdiputado y presidente del Congreso que había dejado las filas liberacionistas y había creado su propio partido; Renovación Democrática, socialista. Para las siguientes elecciones Carazo sería el candidato de la Coalición Unidad que agruparía a toda la oposición no marxista y que sucedería a Unificación Nacional como la segunda fuerza política.

## Primarias
En las tiendas liberacionistas Daniel Oduber Quirós quien fue candidato presidencial en las trasanteriores elecciones ganó la nominación sobre Hernán Garrón. Aunque la mayor parte del partido se encontraba unido alrededor de su figura, el exdiputado liberacionista Rodrigo Carazo Odio quien, habiendo perdido las primarias contra Figueres en las elecciones anteriores, en cuanto finalizó su período parlamentario se abocó a fundar un nuevo partido junto a diversas personalidades liberacionistas cercanas a él, muchas provenientes del ala izquierda del PLN, como el expresidente de la Juventud Liberacionista Juan José Echverri, uno de los suscriptores del Pacto de Patio de Agua que había sido calificado como excesivamente izquierdista por distintos sectores del liberacionismo y de la derecha. Así, Carazo funda el Partido Renovación Democrática que lo postula a él mismo como candidato presidencial Fernando Trejos Escalante por su parte vence a los precandidatos Guillermo Villalobos Arce y Fernando Ortuño Sobrado en las primarias unificacionistas.
Tras disputas fuertes entre los expresidentes Mario Echandi y José Joaquín Trejos del Partido Unión Nacional con la dirigencia de Unificación Nacional dominada por los calderonistas a quienes acusaban de cogobernar con el PLN, la Asamblea Nacional expulsó a Trejos de la agrupación política. Trejos fundó su propio partido; el Partido Unión Popular.
En un esfuerzo por fomentar una candidatura unificada de oposición, la Alianza Nacional Cristiana convocó a todos los partidos de oposición a realizar una gran convención. Participaron como candidatos de la misma Rodrigo Carazo de Renovación Democrática, Longino Soto Pacheco del Partido Republicano Nacional, Guillermo Malavassi Vargas por el Partido Unión Popular y Óscar Barahona Streber de un grupo disidente de Unificación Nacional. La convención la ganó Carazo pero, además de su propio partido, sólo Unión Popular se mantuvo a su lado, los demás partidos se dispersaron presentando candidaturas por separado o fundiéndose de nuevo en Unificación, como fue el caso de Longino Soto que fue candidato a vicepresidente por esa coalición.

## Otros candidatos
Aunque participó brevemente en las negociaciones auspiciadas por la ANC, Jorge González Martén y su Partido Nacional Independiente de ideología derechista, no participaron de la convención. Martén sería candidato presidencial y recibiría la adhesión de Echandi y de Malavassi Vargas quien, además, sería su candidato vicepresidencial, recibiría el porcentaje de votos más alto de toda su existencia; 10%, tercera fuerza más votada.
El Partido Demócrata postuló al regidor cartaginés Gerardo Wenceslao Villalobos Garita (antes del Unificación) quien era visto como un personaje chabacano y popular que hablaba con el pueblo en un lenguaje informal y coloquial. Obtuvo 2% de los votos.
El Partido Demócrata Cristiano repitió su candidato anterior, el médico Jorge Arturo Monge Zamora, quien había sido diputado del PDC y su presidente. Obtuvo 0.5% de los votos.
La izquierda seguía siendo oficialmente ilegal, ya que la Constitución prohibía inscribir partidos comunistas, sin embargo, el sistema mostraba una tolerancia solapada al permitir la inscripción del Partido Acción Socialista (PASO) que, sin ser expresamente marxista, era la fachada legal de toda la antigua dirigencia de Vanguardia Popular incluyendo a Manuel Mora Valverde. Si bien la izquierda continuaba siendo proscrita, el sistema mostraba una cada vez mayor apertura hacia la tolerancia de distintas ideologías y partidos que gradualmente llevaría a la legalización plena, ya que de hecho para las siguientes elecciones el artículo constitucional que prohibía al comunismo fue reformado. Mora fue candidato presidencial cosechando 2% de los votos.
Otro partido de izquierda que se le permitió participar fue el recién fundado Partido Socialista Costarricense, con posiciones aún más radicales que el PASO, postuló como candidato a Francisco Aguilar Bulgarelli obteniendo 0.2% de los votos.

## Campaña
Los principales temas de campaña fueron la gestión del presidente Figueres, las relaciones diplomáticas con la URSS y el polémico «caso Vesco».
Una reforma de 1971 redujo la edad para votar de 21 a 18 años por lo que todos los partidos querían el voto joven
Durante la campaña 17 sacerdotes católicos publicaron un campo pagado en los medios donde denunciaban a la izquierda y hacían un llamado a la ciudadanía por no votar por partidos marxistas, así como criticaban a los sacerdotes que se habían vinculado con la teología de la liberación en el país. Algunos grupos de estos, como Iglesia Joven, respondieron airadamente. La Conferencia Episcopal hizo un pronunciamiento público criticando tanto al comunismo como al capitalismo y llamando a votar por una tercera opción.
Tanto el PLN como el PDC se dieron por aludidos y trataron de sacar provecho del pronunciamiento de la Iglesia, aduciendo que sus ideologías; la socialdemocracia y la democracia cristiana respectivamente, eran justo el punto medio entre capitalismo y comunismo como decía la Iglesia. El PASO se defendió con propaganda que hacía públicas las declaraciones del arzobispo Víctor Manuel Sanabria bendiciendo la militancia de católicos en el Partido Vanguardia Popular al asegurar que no existía conflicto entre sus planes de gobierno y la doctrina cristiana. El grupo paramilitar neofascista y anticomunista Movimiento Costa Rica Libre, como de costumbre, pagó también publicidad anticomunista en la prensa.
Durante la campaña Liberación y Unificación se acusaban mutuamente de corrupción, Unificación trató de mostrar al Dr. Trejos como un médico humanista con gran consciencia social frente a Oduber que era retratado como corrupto y dilapidador, títere de Figueres y quien ya había sido rechazado antes por el pueblo.
El Partido Nacional Independiente se trató de presentar como la opción ante los dos partidos tradicionales. Su candidato cusó a Unificación de cogobernar con el PLN y aseguró que de ganar las elecciones rompería relaciones diplomáticas con Moscú y que el 9 de mayo la embajada rusa estaría cerrada.
Carazo recibió el apoyo del expresidente José Joaquín Trejos y su campaña se enfocó en mostrarse como el único que podía ganarle al PLN en primera ronda, cosa que no sucedió en aquel momento. Carazo prometió expulsar del país a Robert Vesco, invesionista cuestionado internacionalmente y buscado por la justicia que gozaba del apoyo de Figueres (y en efecto lo hizo cuando ganó en 1978). La presencia de Vesco en el país fue un tema usado por todos los candidatos contra el PLN.
Al Partido Demócrata, por otro lado, se le acusó de ser una “tureca” (trampa electoral) del PLN.
Por su parte el PDC centró su campaña en asegurar que bajo su gobierno se realizarían reformas políticas, sociales y democráticas eliminando la discriminación de cualquier tipo por razones económicas, religiosas o de pensamiento. Incluso aseguraban que resguardarían el derecho de todos los actores políticos de defender sus ideas en democracia incluyendo a los marxistas, aun cuando aseguraba oponerse a su ideología, planteaban que incluso éstos tenían derecho a formar partidos políticos legales.
Villalobos, apodado como "G.W" por sus iniciales fue la nota cómica de la campaña. Personaje excéntrico que llamaba la atención por su extrañas actividades de campaña que agrupaban multitudes, recorría el país con su yegua La Gitana, realizaba exhibiciones de boxeo y lucha libre, aseguraba que pondría a trabajar a los vagos a la fuerza e intentó saltar en paracaídas sobre la capital.
A diferencia de elecciones anteriores los hechos de la guerra de 1948 casi no salieron a relucir en campaña. Según Gerardo Hernández

Debe tenerse presente que en los años previos a estas elecciones, se produjo la muerte de Rafael Ángel Calderón Guardia, Otilio Ulate Blanco y Francisco J. Orlich, tres de los líderes que habían adquirido gran protagonismo en la vida política nacional, a partir de la década de los 40`s. A lo mejor por ello, podría decirse también que en las elecciones de 1974 los ecos del 48 parecían estar quedando atrás, pues tuvieron poca presencia en la campaña, salvo por algunas referencias hechas por el Presidente Figueres y de por Manuel Mora, los dos sobrevivientes de aquella conflictiva pero a la vez fecunda década política de los 40`s.
Gerardo Hernández Naranjo

## Partidos
| Partido | Partido                           | Ideología                                                    |
| ------- | --------------------------------- | ------------------------------------------------------------ |
|         | Partido Liberación Nacional       | Socialdemocracia/Liberacionismo                              |
|         | Partido Unificación Nacional      | Liberalismo conservador                                      |
|         | Partido Nacional Independiente    | Liberalismo clásico Anticomunismo Nacionalismo costarricense |
|         | Partido Renovación Democrática    | Socialismo democrático                                       |
|         | Partido Republicano Nacional      | Calderonismo                                                 |
|         | Partido Acción Socialista         | Marxismo-leninismo (extraoficial) Socialismo revolucionario  |
|         | Partido Demócrata                 | Partido atrapalotodo                                         |
|         | Partido Demócrata Cristiano       | Democracia cristiana                                         |
|         | Partido Unión Agrícola Cartaginés | Agrarismo Localismo                                          |
|         | Partido Socialista Costarricense  | Marxismo-leninismo (extraoficial) Socialismo revolucionario  |
|         | Frente Popular Costarricense      | Maoísmo                                                      |
|         | Partido Independiente             |                                                              |

## Presidente y Vicepresidentes

### Resultado general
|  | 43.44 % |

|  | 30.40 % |

|  | 10.88 % |

|  | 9.12 % |

|  | 2.78 % |

|  | 2.37 % |

|  | 0.51 % |

|  | 0.50 % |

|  | 96.97 % |

|  | 0.72 % |

|  | 2.31 % |

|  | 100.00 % |

|  | 79.92 % |

### Por provincia
| Provincia  | Oduber (PLN) | Oduber (PLN) | Trejos (UN) | Trejos (UN) | González (PNI) | González (PNI) | Carazo (RD) | Carazo (RD) | Villalobos (PD) | Villalobos (PD) | Mora (PASO) | Mora (PASO) | Monge (PDC) | Monge (PDC) | Aguilar (PSC) | Aguilar (PSC) |      |
| Provincia  | Votos        | %            | Votos       | %           | Votos          | %              | Votos       | %           | Votos           | %               | Votos       | %           | Votos       | %           | Votos         | %             |      |
| ---------- | ------------ | ------------ | ----------- | ----------- | -------------- | -------------- | ----------- | ----------- | --------------- | --------------- | ----------- | ----------- | ----------- | ----------- | ------------- | ------------- | ---- |
| Provincia  | Alajuela     | 54.385       | 45,62       | 33.847      | 28,39          | 14.953         | 12,54       | 11.657      | 9,78            | 2.014           | 1,69        | 1.352       | 1,13        | 418         | 0,35          | 596           | 0,50 |
| Cartago    | 32.652       | 43,63        | 21.965      | 29,35       | 11.873         | 15,87          | 4.380       | 5,85        | 2.027           | 2,71            | 1.114       | 1,49        | 468         | 0,63        | 352           | 0,47          |      |
| Guanacaste | 29.390       | 49,58        | 17.777      | 29,99       | 6.826          | 11,52          | 2.877       | 4,85        | 450             | 0,76            | 1.168       | 1,97        | 463         | 0,78        | 322           | 0,54          |      |
| Heredia    | 22.055       | 42,94        | 15.334      | 29,86       | 5.671          | 11,04          | 4.880       | 9,50        | 1.561           | 3,04            | 1.285       | 2,50        | 371         | 0,72        | 202           | 0,39          |      |
| Limón      | 12.168       | 38,80        | 12.368      | 39,44       | 2.430          | 7,75           | 1.077       | 3,43        | 753             | 2,40            | 2.232       | 7,12        | 154         | 0,49        | 176           | 0,56          |      |
| Puntarenas | 24.737       | 39,48        | 22.726      | 36,27       | 6.913          | 11,03          | 2.822       | 4,50        | 1.394           | 2,22            | 3.443       | 5,49        | 323         | 0,52        | 302           | 0,48          |      |
| San José   | 119.222      | 42,66        | 82.132      | 29,39       | 25.122         | 8,99           | 34.127      | 12,21       | 10.633          | 3,80            | 5.487       | 1,96        | 1.264       | 0,45        | 1.467         | 0,52          |      |
| Total      | 294.609      | 43,44        | 206.149     | 30,40       | 73.788         | 10,88          | 61.820      | 9,12        | 18.832          | 2,78            | 16.081      | 2,37        | 3.461       | 0,51        | 3.417         | 0,50          |      |

## Asamblea Legislativa
Las elecciones legislativas de Costa Rica de 1974 se realizaron el domingo 3 de febrero simultáneamente con las elecciones presidenciales. Una de las elecciones más dispersas de la historia, la cantidad de partidos representados fue de ocho, algo inusual en esta etapa en que el país se encontraba en cierto nivel de bipartidismo. La oposición al Partido Liberación Nacional fue totalmente dividida a esta elección lo que causó la dispersión del voto y una de las Asambleas Legislativas con mayor cantidad de ideologías representadas a ese momento.
Durante estas elecciones resultó elegido diputado el futuro presidente de la República Rafael Ángel Calderón Fournier por el Partido Unificación Nacional. También los futuros candidatos liberacionistas Rolando Araya Monge y José Miguel Corrales Bolaños por el Partido Liberación Nacional.

### Resultados
|                                 |                                        |         |        |         |       |
| Partido                         | Partido                                | Votos   | %      | Escaños | +/–   |
|                                 | Partido Liberación Nacional (PLN)      | 271,867 | 40,88  | 27      | -5    |
|                                 | Unificación Nacional (UN)              | 164,323 | 24,71  | 16      | -6    |
|                                 | Partido Nacional Independiente (PNI)   | 66,222  | 9,96   | 6       | Nuevo |
|                                 | Renovación Democrática (RD)            | 51,082  | 7,68   | 3       | Nuevo |
|                                 | Partido Republicano Nacional (PRN)     | 32,475  | 4,88   | 1       | Nuevo |
|                                 | Partido Acción Socialista (PASO)       | 29,310  | 4,41   | 2       | 0     |
|                                 | Partido Demócrata (PD)                 | 14,161  | 2,13   | 1       | Nuevo |
|                                 | Partido Demócrata Cristiano (PDC)      | 13,880  | 2,06   | 0       | -1    |
|                                 | Unión Agrícola Cartaginés (PUAC)       | 8,074   | 1,21   | 1       | +1    |
|                                 | Partido Socialista Costarricense (PSC) | 6,032   | 0,91   | 0       | Nuevo |
|                                 | Frente Popular Costarricense (FPC)     | 4,448   | 0,67   | 0       | Nuevo |
|                                 | Partido Independiente (PI)             | 3,282   | 0,49   | 0       | Nuevo |
|                                 |                                        |         |        |         |       |
| Votos válidos                   | Votos válidos                          | 664.964 | 95,13  | –       | –     |
| Votos en blanco                 | Votos en blanco                        | 12.967  | 1,85   | –       | –     |
| Votos nulos                     | Votos nulos                            | 21.111  | 3,02   | –       | –     |
| Total                           | Total                                  | 699,042 | 100,00 | 57      | 0     |
| Registrados/Participación       | Registrados/Participación              | 875,041 | 79,87  | -3,45   | -3,45 |
| Fuente: TSE; Election Resources |                                        |         |        |         |       |

#### Por provincia
| Provincia  | Liberación Nacional | Liberación Nacional | Unificación Nacional | Unificación Nacional | Nacional Independiente | Nacional Independiente | Renovación Democrática | Renovación Democrática | Republicano Nacional | Republicano Nacional | Acción Socialista | Acción Socialista | Demócrata | Demócrata | Demócrata Cristiano | Demócrata Cristiano | Unión Agrícola | Unión Agrícola | Socialista Costarricense | Socialista Costarricense | Frente Popular | Frente Popular | Independiente | Independiente |   |
| Provincia  | %                   | #                   | %                    | #                    | %                      | #                      | %                      | #                      | %                    | #                    | %                 | #                 | %         | #         | %                   | #                   | %              | #              | %                        | #                        | %              | #              | %             | #             |   |
| ---------- | ------------------- | ------------------- | -------------------- | -------------------- | ---------------------- | ---------------------- | ---------------------- | ---------------------- | -------------------- | -------------------- | ----------------- | ----------------- | --------- | --------- | ------------------- | ------------------- | -------------- | -------------- | ------------------------ | ------------------------ | -------------- | -------------- | ------------- | ------------- | - |
| Provincia  | San José            | 40.1                | 9                    | 23.4                 | 5                      | 8.7                    | 2                      | 10.1                   | 2                    | 5.6                  | 1                 | 4.3               | 1         | 2.8       | 1                   | 1.7                 | 0              | -              | -                        | 1.4                      | 0              | 1.4            | 0             | 0.6           | 0 |
| Alajuela   | 44.3                | 5                   | 25.1                 | 3                    | 11.9                   | 1                      | 9.2                    | 1                      | 2.7                  | 0                    | 1.9               | 0                 | 3.0       | 0         | 0.8                 | 0                   | -              | -              | 0.8                      | 0                        | -              | -              | 0.3           | 0             |   |
| Cartago    | 38.1                | 3                   | 23.6                 | 2                    | 11.9                   | 1                      | 3.9                    | 0                      | 2.7                  | 0                    | 2.3               | 0                 | 1.3       | 0         | 3.8                 | 0                   | 11.1           | 1              | 0.6                      | 0                        | -              | -              | 0.7           | 0             |   |
| Heredia    | 41.1                | 2                   | 22.7                 | 1                    | 9.8                    | 0                      | 7.4                    | 0                      | 7.4                  | 0                    | 5.7               | 0                 | 1.5       | 0         | 3.5                 | 0                   | -              | -              | 0.7                      | 0                        | -              | -              | 0.3           | 0             |   |
| Puntarenas | 38.3                | 3                   | 29.8                 | 2                    | 10.6                   | 1                      | 4.0                    | 0                      | 5.7                  | 0                    | 7.3               | 1                 | 1.1       | 0         | 1.4                 | 0                   | -              | -              | 0.5                      | 0                        | 0.8            | 0              | 0.6           | 0             |   |
| Limón      | 36.9                | 2                   | 32.6                 | 1                    | 7.1                    | 0                      | 2.3                    | 0                      | 5.0                  | 0                    | 13.9              | 0                 | 0.9       | 0         | 0.8                 | 0                   | -              | -              | -                        | -                        | -              | -              | 0.5           | 0             |   |
| Guanacaste | 46.0                | 3                   | 23.9                 | 2                    | 10.4                   | 1                      | 5.1                    | 0                      | 5.8                  | 0                    | 3.2               | 0                 | 0.4       | 0         | 4.4                 | 0                   | -              | -              | 0.3                      | 0                        | -              | -              | 0.3           | 0             |   |
| Total      | 40.9                | 27                  | 24.7                 | 16                   | 10.0                   | 6                      | 7.7                    | 3                      | 4.9                  | 1                    | 4.4               | 2                 | 2.1       | 1         | 2.1                 | 0                   | 1.2            | 1              | 0.9                      | 0                        | 0.7            | 0              | 0.5           | 0             |   |

## Concejos municipales
| Partidos                  | Partidos                               | Votos   | %      | ±      | Regidores | Regidores | Síndicos | Síndicos |
| Partidos                  | Partidos                               | Votos   | %      | ±      | Total     | +/-       | Total    | +/-      |
| ------------------------- | -------------------------------------- | ------- | ------ | ------ | --------- | --------- | -------- | -------- |
|                           | Partido Liberación Nacional (PLN)      | 281,067 | 42.44  | -9.56  | 225       | +38       | 350      | +34      |
|                           | Unificación Nacional (UN)              | 174,178 | 26.30  | -11.08 | 150       | +17       | 37       | -9       |
|                           | Partido Nacional Independiente (PNI)   | 67,802  | 10.24  | Nuevo  | 48        | Nuevo     | 2        | Nuevo    |
|                           | Renovación Democrática (RD)            | 57,036  | 8.61   | Nuevo  | 24        | Nuevo     | 0        | Nuevo    |
|                           | Partido Republicano Nacional (PRN)     | 30,551  | 4.61   | Nuevo  | 12        | Nuevo     | 1        | Nuevo    |
|                           | Partido Acción Socialista (PASO)       | 27,614  | 4.17   | +0.40  | 8         | +4        | 0        | 0        |
|                           | Partido Demócrata Cristiano (PDC)      | 14,215  | 2.15   | -0.34  | 0         | -2        | 0        | 0        |
|                           | Partido Socialista Costarricense (PSC) | 4,720   | 0.71   | Nuevo  | 0         | Nuevo     | 0        | Nuevo    |
|                           | Partido Demócrata (PD)                 | 2,456   | 0.37   | Nuevo  | 0         | Nuevo     | 0        | Nuevo    |
|                           | Frente Popular Costarricense (FPC)     | 1,588   | 0.24   | Nuevo  | 0         | Nuevo     | 0        | Nuevo    |
|                           | Partido Independiente (PI)             | 1,035   | 0.16   | Nuevo  | 0         | Nuevo     | 0        | Nuevo    |
|                           |                                        |         |        |        |           |           |          |          |
| Votos válidos             | Votos válidos                          | 662.262 | 94,72  |        |           |           |          |          |
| Votos en blanco           | Votos en blanco                        | 17.711  | 2,53   |        |           |           |          |          |
| Votos nulos               | Votos nulos                            | 19.238  | 2,75   |        |           |           |          |          |
| Total                     | Total                                  | 699.211 | 100,00 | -      | 467       | +138      | 390      | +27      |
| Registrados/Participación | Registrados/Participación              | 875.041 | 79,02  |        |           |           |          |          |
|                           |                                        |         |        |        |           |           |          |          |
| Fuente                    |                                        |         |        |        |           |           |          |          |

## Financiamiento del Partido Nacional Independiente
Tres años después de terminada la campaña el empresario Richard Beck aseguró públicamente que Daniel Oduber había afirmado en una reunión privada que había sido buena idea financiar al Partido Nacional Independiente, declaraciones que Oduber negó.